# Qazi Massarrat Hussain
Qazi Massarrat Hussain (* 16. März 1935 in Britisch-Indien; † 26. August 2021 Karatschi) war ein pakistanischer Hockeyspieler.
Qazi Massarrat Hussain, der Linkshänder war, wurde im heutigen Indien geboren. Nach der Unabhängigkeit des Landes zog er mit seiner Familie in die pakistanische Stadt Lahore. Dort studierte er an der Government College University Lahore und an der University of the Punjab, für die er auch als Hockeyspieler aktiv war. Später spielte er bei den Pakistan Customs und zog später nach Karatschi, wo er bis zu seinem Tod 2021 lebte.
Mit der pakistanischen Hockeynationalmannschaft gewann er bei den Olympischen Spielen 1956 in Melbourne Silber und bei den Asienspielen 1958 Gold. In der Vorbereitung auf die Olympischen Spiele 1960 verletzte er sich am Knie und musste aufgrund dessen seine Karriere beenden.
Nach seiner aktiven Karriere arbeitete Massarrat beim Zoll.